# عبد الله الزوايد
عبد الله الزوايد (بالإنجليزية: Abdullah Al-Zawayed)‏ مواليد عام 1965، هو مبارز سيف شيش سعودي، شارك في الألعاب الأولمبية الصيفية 1984 في مسابقة الفردي لمبارزة سيف الشيش.

## روابط خارجية
- عبد الله الزوايد على موقع أوليمبيديا (الإنجليزية)